# Marcus Cederberg

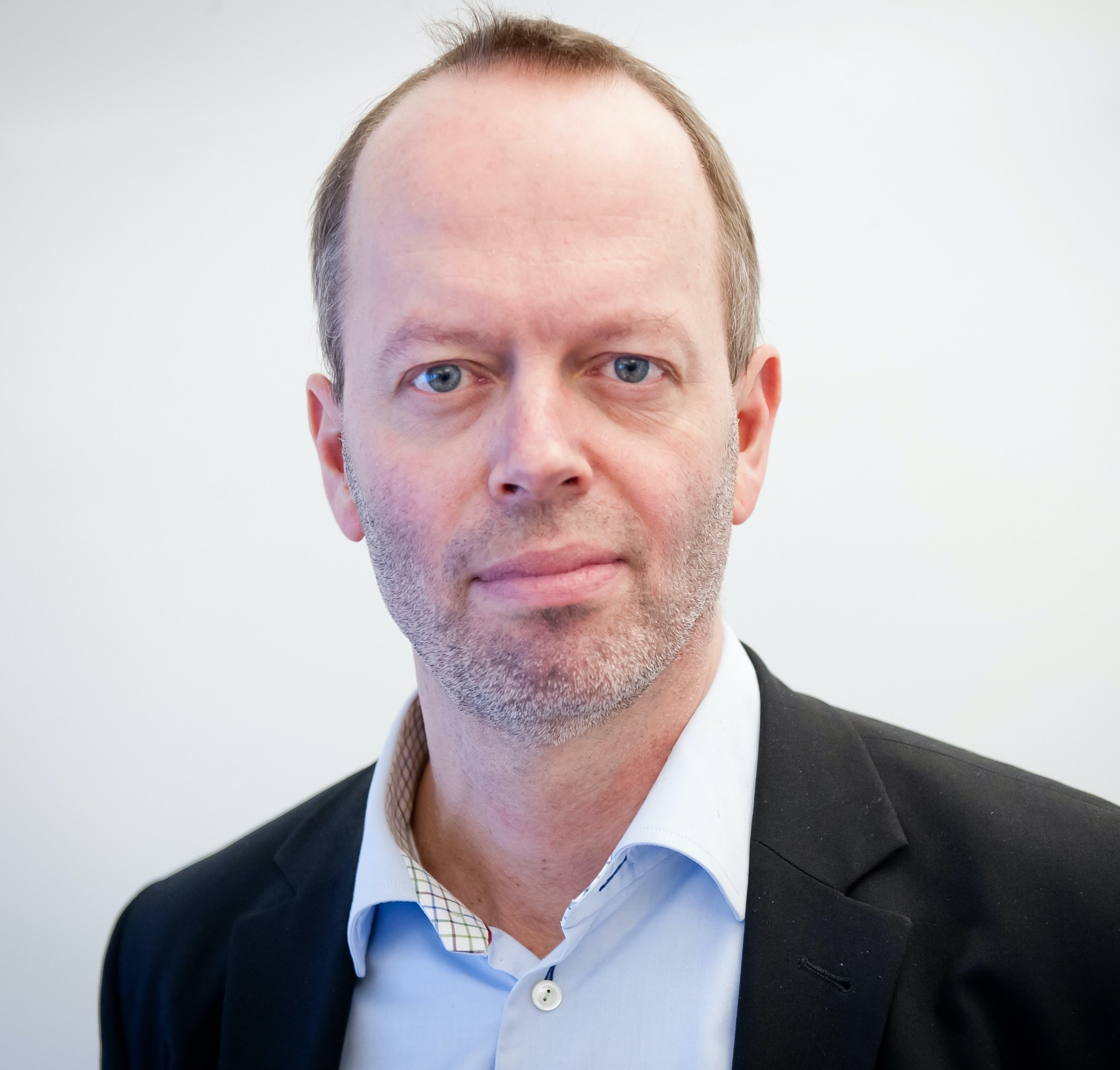
Marcus Cederberg 2014.

Per Marcus Cederberg, född 26 december 1965 i Tveta i Södertälje, är en svensk fotograf. 
Cederbergs minimalistiska bilder har visats på flera internationella fotoevent som bland annat Photoville och Art Expo. Cederberg är representerad på Fotografiska och har haft utställningar i bland annat Sverige, Indien, Hongkong, USA, Israel, Tyskland, Danmark, Portugal och Frankrike. Cederberg blev 2014 utsedd till suggested user av Instagram.